# Huchi Yan
Huchi Yan (chinesisch 虎齿岩 ‚Tigerzahnfelsen‘) ist ein Felsvorsprung an der Ingrid-Christensen-Küste des ostantarktischen Prinzessin-Elisabeth-Lands. Er ragt südlich der Landspitze Haiya Jiao am Ostufer der Dålkøy Bay auf.
Chinesische Wissenschaftler benannten ihn 1993.